# Pidonia orientalis
Pidonia orientalis là một loài bọ cánh cứng trong họ Cerambycidae.